# Robert Emden
Robert Emden (St. Gallen, 4 de março de 1862 – Zurique, 8 de outubro de 1940) foi um físico, astrofísico e meteorologista suíço.

## Vida
Robert Emden estudou em Heidelberg, Berlim e Straßburg, onde obteve um doutorado em 1887 com a tese Über die Dampfspannungen von Salzlösungen.
Em 1907 foi professor de física e meteorologia na Universidade Técnica de Munique. Em 1934 segui para Zurique evido a pressões políticas. Casou com a irmã de Karl Schwarzschild Klara (1887–1946).

## Publicações selecionadas
- Gaskugeln: Anwendungen der mechanischen Wärmetheorie auf kosmologische und meteorologische Probleme. Teubner, Leipzig/Berlim 1907.
- Grundlagen der Ballonführung. Teubner, Leipzig/Berlim 1910.